# 奥山和由
奥山 和由（おくやま かずよし、1954年12月4日 - ）は、日本の映画プロデューサー・映画監督。
松竹株式会社専務取締役を経て、現在は株式会社チームオクヤマ代表取締役社長。株式会社KATSU-do代表取締役会長。株式会社祇園会館代表取締役社長。吉本興業株式会社エグゼクティブプロデューサー。沖縄国際映画祭エグゼクティブディレクター。実父は松竹元社長である奥山融。母方の曽祖父は教育者の横地石太郎。

## 来歴

### 生い立ち
愛媛県で生まれ、東京都で育つ。東京学芸大学の附属小学校～付属中学校に通い、東京学芸大学附属高等学校に上がる予定だったが、映画好きが高じ、渋谷全線座に学校終わりにバス一本で通える東京都立戸山高等学校に進学し、同校卒業。ハードアクションが好きでやはり『仁義なき戦い』に行き着いた。東映実録路線の暴走に濁流のように飲み込まれ、頭の中は東映一色、「健全映画の『男はつらいよ』って何?」という感覚だったという。学習院大学経済学部経済学科入学。学生生活の終盤に自ら志願して斉藤耕一監督の八王子の自宅に押しかけ、父親の話はせず偽名を使って、弟子入り。斉藤監督が当時撮っていたのは野口五郎主演の『季節風』でフォースの助監督として雑用係に勤しむ。長く続く映画斜陽の影響で多くの助監督が監督に昇格する機会を失い、くすぶり続ける状況。松竹大船のスタッフは社員で固まっているところに、斉藤監督が連れて来たどこのどいつか分からない若者に公然と酷いイジメに遭った。ずっと培ってきた"不良性感度"で「いずれぶっ壊して革命してやるわ」という覚悟を持ち続けた。『季節風』で唯一、優しい声をかけてくれたのが大竹しのぶで、女優から声をかけられるという興奮に別世界に足を踏み入れたという実感を持った。『季節風』のラッシュでそれまでプロデューサーや監督が大きな権限を持っていると思っていた映画は、大手映画会社の作品では編集や音楽の選定には、あまり権限がないことを知る。「クロード・ルルーシュ風に作る」と言っていた斎藤監督に「音楽酷くないですか?」と聞いたら「歌謡映画だからね。こういう感じでやらなきゃしょうがない。まず予算がないんだよ」と言われショックを受ける。会社の中枢に入って幹部として映画を握らなければ何も変えられないと気付いた。当然目指すのは東映で、東映京都撮影所に深作欣二に会いに行ったり、手紙を書いたりし、深作と飲み機会もあり、東映に入るつもりだった。ところがアルバイト経験があった『キネマ旬報』の黒井和男に呼び出され、「お前の親父から変な動きをするなと伝えられている」と釘を刺された。奥山は「親から勘当されて松竹に行けるわけない。それで東映に入るつもりです」と言ったら、「親父さんがそんなことをするぐらいなら松竹に入れと言ってるぞ」と言われ、深作から甘い世界じゃないよと諭されていたこともあり、熟考の末、大学卒業後の1979年7月、松竹に入社した。

### 松竹入社
経理部を経て興業部にいたとき、 升本喜年プロデューサーに出会う。升本はメロドラマや文芸映画、喜劇映画と言った健全路線にある松竹では珍しく、安藤昇と組んで『血と掟』や『男の顔は履歴書』といったヤクザ映画を作っていた松竹内では異色のプロデューサーで、当時はテレビ部にいたが、升本の口利きでテレビ部に移り、『火曜サスペンス劇場』などを手掛けた。大船撮影所が傾き、独立採算で切り離されて松竹撮影所製作部が升本と奥山の二人で発足され、1981年撮影所付きの映画プロデューサーとなる。
- 1982年 瀬戸内シージャック事件を描いた『凶弾』（監督・村川透）で映画製作に初めて携わり、その後多数の映画をプロデュース[2][7]。『海燕ジョーの奇跡』（監督・藤田敏八）など、反大船色の強い青春アクション映画が主流。特に異業種との共同製作が多く、純然たる松竹資本の映画はほとんどない。
- 1987年 東急グループ、三井物産と製作した『ハチ公物語』（監督・神山征二郎）が、興収50億円の記録的大ヒット。
- 1989年 映画ファンド第1号となる『226』（監督・五社英雄）公開。
- 1992年 テレビ朝日との『遠き落日』等、大ヒット作品多数。
- 35歳で取締役に就任。
- 1990年代前半は北野武（『その男、凶暴につき』）・竹中直人（『無能の人』）・坂東玉三郎（『外科室』）・秋元康（『グッバイ・ママ』）などを新人映画監督として多くデビューさせる等、映画界の寵児としてもてはやされた。
- 1994年 江戸川乱歩生誕100周年記念作品『RAMPO』で映画初監督。
- 1997年 『うなぎ』（監督・今村昌平）が第50回カンヌ国際映画祭パルムドールを受賞。
- 1998年1月19日 取締役会に於ける大谷信義の緊急動議により、2分間の決議で松竹取締役を解任。
- 1998年 製作会社「チームオクヤマ」を設立[8]。
- 1999年 浅野忠信主演『地雷を踏んだらサヨウナラ』（監督・五十嵐匠）で、ロングラン記録を樹立。
- 2001年 大竹しのぶ・時任三郎主演、 浅田次郎原作『天国までの百マイル』公開。
- 2008年 神山征二郎監督と久々のコンビによる『ラストゲーム 最後の早慶戦』、亀山千広とのタッグによる『TOKYO JOE  マフィアを売った男』公開。
- 2010年 御徒町凧監督、森山直太朗音楽監督の『真幸くあらば』公開。
- 2011年 金子修介監督、内田有紀・成宮寛貴主演『ばかもの』公開。
- 2012年 吉本興業との業務提携により、映画制作センターエグゼクティブプロデューサー及び沖縄国際映画祭のエグゼクティブディレクターとなる。
- 2013年 新人クリエーターを発掘する『クリエーターズファクトリー』を発足（第1回受賞者は杉野希妃）。
- 2014年 第1回京都国際映画祭を、ゼネラルプロデューサーとして開催。吉本興業が設立した映画会社である株式会社KATSU-doの代表取締役に就任[1]。
- 2015年 竹野内豊・松雪泰子主演『at Home アットホーム』、二階堂ふみ・長谷川博己主演『この国の空』（終戦70周年記念映画）など、年間でプロデュース作品が10本を超える。
- 2016年 桃井かおり監督・主演『火 Hee』（原作・中村文則）制作。ベルリン国際映画祭に正式招待。
- 2018年 武正晴監督『銃』（原作・中村文則）、ドキュメンタリー映画『熱狂宣言』が第31回東京国際映画祭にて上映。
- 2019年 樹木希林が初めて企画を手がけた『エリカ38』をプロデュース。6月に公開。第32回東京国際映画祭の特集上映「映像の魔術師　大林宣彦」にて、大林宣彦監督『海辺の映画館―キネマの玉手箱』上映。春日太一インタビューによる『黙示録 映画プロデューサー・奥山和由の天国と地獄』が、文藝春秋より発売。

### 松竹取締役解任・退社
1998年1月　松竹の専務取締役だったが、取締役会の緊急動議で、父で社長の奥山融氏と一緒に松竹取締役を業績不振を理由に解任された（奥山解任騒動）。

## シネマジャパネスク
シネマジャパネスク（CINEMA JAPANESQUE）は、奥山和由が中心となって進められたプロジェクトで、従来の全国画一的なブロックブッキングと異なる、邦画の新しい製作・興行体制の構築を目指すというものであった。1億円前後の低予算で作った映画を、3~4館ほどのシネマジャパネスク専用上映館を基本に、作品規模やテイストに応じて上映館の数を臨機応変に変化させるというものだった。また、CS放送チャンネル「衛星劇場」のオリジナルコンテンツ製作の側面も持たせるため、「衛星劇場」の名称は「シネマジャパネスク」に変更された。解任事件により1997年の10ヶ月間のみの短命プロジェクトとなってしまったが、奥山の前面指揮によって有望な若手監督による数多くの邦画が製作され、日本映画界のプロ達の投票によって選出される1997年第7回日本映画プロフェッショナル大賞では功績を評価され特別賞を受賞している。
プロジェクトの第1作となる『傷だらけの天使』（監督：阪本順治）は、2作目として製作された『うなぎ』はカンヌで最高賞のパルムドール賞を受賞した話題性もあり、興行的に貢献した。それ以降の作品は、『東京夜曲』（監督：市川準）、『CURE』（監督：黒沢清）、『バウンス ko GALS』（監督：原田眞人）、そして翌年のカンヌ国際映画祭正式出品となった『フラワーズ・オブ・シャンハイ』（監督：侯孝賢）など、世界各国の映画祭の多くの賞を受賞したが、興行的には振るわなかった。
1998年1月の奥山解任劇をもって「シネマジャパネスク」は終焉を迎えた。当時同プロジェクト内で撮影が進行・完成・上映間近になっていた映画は撮影中止や上映延期になり、CS放送の名前は再び「衛星劇場」に戻された。『ルーズボーイ』などお蔵入りになったままの作品もある。また、後に無事上映された映画からは「製作総指揮:奥山和由」のクレジットが外され、奥山色は一掃された。

## 主な作品
- 凶弾 （1982年） - 企画
- コールガール（1982年） - 企画
- 丑三つの村 （1983年） - 製作
- シングルガール（1983年） - 製作
- 海燕ジョーの奇跡 （1984年） - 製作
- カポネ大いに泣く（1985年）- 企画
- 聖女伝説（1985年） - 製作
- Ｖ．マドンナ大戦争（1985年） - プロデューサー
- KIDS（1985年） - 製作
- 恋文 （1985年） - 製作
- 波光きらめく果て（1986年） - 製作
- 南へ走れ、海の道を！（1986年） - 製作
- 離婚しない女（1986年） - 製作
- ハチ公物語 （1987年） - 製作
- さらば愛しき人よ（1987年） - 製作
- この愛の物語 （1987年） - 製作
- 竜馬を斬った男（1987年） - 企画
- マリリンに逢いたい （1988年） - 製作
- クレイジーボーイズ（1988年） - 企画
- せんせい（1989年） - 企画協力
- 226 （1989年） - 製作
- その男、凶暴につき （1989年） - 製作・原案
- ラッフルズホテル（1989年） - 製作・原案
- 男はつらいよ　ぼくの伯父さん（1989年） - 総合プロデューサー
  - 男はつらいよ 寅次郎の告白 （1991年） - 製作総指揮
- 3-4×10月 （1990年） - 製作
- つぐみ （1990年） - 製作
- 陽炎 （1991年） - 製作
  - 陽炎II KAGERO（1996年） - 製作
- グッバイ･ママ （1991年） - 製作
- ぼくらの七日間戦争2（1991年） - 製作
- 幕末純情伝（1991年） - 製作
- 満月 MR.MOONLIGHT（1991年） - 製作
- 無能の人 （1991年） - 製作
- 外科室 （1992年） - 製作
- 豪姫 （1992年） - 製作
- 女殺油地獄（1992年） - 製作
- 遠き落日（1992年） - 製作総指揮
- いつかギラギラする日 （1992年） - 製作
- 寝盗られ宗介（1992年） - 製作
- エロティックな関係（1992年） - エグゼクティブ・プロデューサー
- パ★テ★オ（1992年） - 製作
- 夢の女（1993年） - 製作総指揮
- ソナチネ （1993年） - 製作
- ペインテッド・デザート（1994年） - 製作総指揮
- RAMPO
  - RAMPO 奥山バージョン（1994年） - 製作・監督・脚本
  - RAMPO 黛バージョン（1994年） - 製作・脚本
  - RAMPO インターナショナルバージョン（1995年） - 製作・監督・脚色
- 忠臣蔵外伝 四谷怪談（1994年） - 製作
- 人でなしの恋 （1995年） - 製作
- WINDS OF GOD（1995年） - 製作
- GONIN （1995年） - 製作総指揮
  - GONIN2（1996年） - 製作
- EAST MEETS WEST（1995年） - 製作総指揮
- SCORE（1995年） - 製作、エクゼクティブ・プロデューサー
- 好男好女 （1995年） - 製作
- 憂鬱な楽園 （1996年） - 製作
- 美味しんぼ（1996年） - 製作
- さすらいのトラブルバスター （1996年） - 製作
- 栄光と狂気　Rowing Through（1996年） - 製作総指揮
- 宮澤賢治 その愛（1996年） - 製作
- 大統領のクリスマスツリー （1996年） - 製作・監督・脚色
- ブラック・ジャック 劇場版（1996年） - 製作
- 瀬戸内ムーンライト・セレナーデ （1997年） - 製作総指揮
- THE DOG OF FLANDERS（劇場版 フランダースの犬）（1997年） - 製作
- うなぎ （1997年） - 製作
- エルマーの冒険（1997年） - 製作
- フラワーズ・オブ・シャンハイ （1997年） - 製作
- オサムの朝（1999年） - 企画
- 地雷を踏んだらサヨウナラ （1999年） - プロデューサー
- PUPS （2000年）- 製作総指揮
- 天国までの百マイル （2000年）- プロデューサー
- 玩具修理者 （2002年） - 製作総指揮
- GUN CRAZY
  - GUN CRAZY  Episode1 復讐の荒野 （2002年） - 製作総指揮
  - GUN CRAZY Episode2 裏切りの晩歌 （2002年） - 製作総指揮
  - GUN CRAZY Episode3 叛逆者の狂詩曲 （2003年） -シリーズ企画
  - GUN CRAZY Episode4 用心棒の鎮魂歌 （2003年） - シリーズ企画
- 天上の恋人 （2002年） - 製作
- クラッシュ （2003年） - 製作・監督[10]
- TAIZO〜戦場カメラマン・一ノ瀬泰造の真実〜 （2003年） - 製作
- IZO （2004年） - スーパーバイザー
- 赤い鯨と白い蛇 （2006年） - 製作総指揮
- 天国からのラブレター （2007年） - 製作総指揮
- 東京ソーダ水 （2008年） - エグゼクティブプロデューサー
- ラストゲーム 最後の早慶戦 （2008年） - プロデュース
- TOKYO JOE マフィアを売った男 （2008年） - プロデュース
- 真幸くあらば （2010年） - 製作
- ばかもの （2010年） - エグゼクティブプロデューサー
- R-18文学賞
  - 自縄自縛の私 （2013年） - エグゼクティブプロデューサー
  - ジェリー・フィッシュ （2013年） - エグゼクティブプロデューサー
  - マンガ肉と僕 Kyoto Elegy（2013年） - エグゼクティブプロデューサー
- かくて女神たちは笑いき （2013年） - エグゼクティブプロデューサー
- オー!ファーザー （2014年） - 製作総指揮
- ほとりの朔子（2014年） - エグゼクティブプロデューサー
- 振り子 （2015年） - 製作総指揮
- at Home アットホーム （2015年） - 製作総指揮
- この国の空 （2015年） - 製作
- 追憶 （2015年） - 製作
- さようなら （2015年） - エグゼクティブプロデューサー
- 火 Hee（2016年） - エグゼクティブプロデューサー
- 時代劇は死なず ちゃんばら美学考（2016年） - 製作総指揮
- クロス（2016年） - 共同監督
- 残されし大地（2016年） - 配給プロデューサー
- サムライと愚か者（2018年） - エグゼクティブプロデューサー
- 銃（2018年） - 製作
- 熱狂宣言（2018年） - 製作・エグゼクティブプロデューサー・監督
- エリカ38（2019年） - 製作総指揮
- 海辺の映画館―キネマの玉手箱（2020年） - エグゼクティブプロデューサー
- 掟（2024年） - 企画・製作

## 出演

### テレビ
- CLUB紳助(1994年6月19日)[11]
- たかじん・ナオコのシャベタリーノ!(1995年)[12]
- 進め!電波少年（日本テレビ）
- 奥山和由の世界 （1997年 NHK-BS）
- スタジオパークからこんにちは （2004年1月 NHK）ゲスト・深作欣二、新藤兼人、篠田正浩、久石譲など
- 本番前@控室 （2011年11月30日、同12月7日 BS11）
- 邦子がタッチ

### ラジオ
- わが人生に乾杯! （2009年12月3日 NHKラジオ第一放送） - プロデューサーになるきっかけや、深作欣二、五社英雄両監督の思い出、北野武、竹中直人の監督起用について、ロバート・デ・ニーロとの関係や松竹解任による映画制作の頓挫などを語った。

## 個人受賞歴
- 第9回日本アカデミー賞特別賞 企画賞（1986年）『恋文』[13]
- ゴールデングロス賞（1987年）『ハチ公物語』[14]
- 藤本賞（1987年）『ハチ公物語』
- Genesis Award（米国）（1987年）『ハチ公物語』
- 日本映画興業連盟マネーメイキング賞（1987年）『ハチ公物語』
- 日本映画テレビプロデューサー協会賞（1992年）『遠き落日』
- 経済界若手経営者賞（1993年）
- 藤本賞奨励賞（1993年）『外科室』
- スポニチグランプリ文化芸術大賞（1993年）『外科室』『パテオ』の新しい興業方法に対して
- 第18回日本アカデミー賞（1994年）『RAMPO』[15]
  - 優秀監督賞
  - 優秀脚本賞
- ファンタスボルト映画祭最優秀監督賞（ポルトガル）（1994年）『RAMPO』
- ソチ国際映画祭フィブレッシ賞（ロシア）（1994年）『RAMPO』
- スポーツニッポン映画賞（1994年）『RAMPO』
- カンヌ国際映画祭パルムドール賞（1997年）『うなぎ』
- 第7回日本映画プロフェッショナル大賞特別賞（1998年）『シネマジャパネスク』などプロデューサーとしての功績に対して
- 山梨文学シネマアワード（2013年）日本映画界における長年の功績に対して

## 書籍

### 共著
- 「プロデューサーの精神―直伝」（実業之日本社） 1997 ISBN 978-4408102313

### 関連書籍
- 春日太一『黙示録 映画プロデューサー・奥山和由の天国と地獄』文藝春秋、2019年。ISBN 9784163911083。